# Nowopierwomajskoje
Nowopierwomajskoje (ros. Новопервомайское) – wieś (sieło) w Rosji, w obwodzie nowosybirskim, w rejonie tatarskim. W 2010 liczyła 946 mieszkańców.